# Näs
Näs – miejscowość (tätort) w Szwecji, w regionie administracyjnym (län) Västmanland, w gminie Hallstahammar.
Według danych Szwedzkiego Urzędu Statystycznego liczba ludności wyniosła: 1009 (31 grudnia 2018) i 1017 (31 grudnia 2019).